# Epidendrum chrysanthum
Epidendrum chrysanthum là một loài thực vật có hoa trong họ Lan. Loài này được Hágsater & Dodson mô tả khoa học đầu tiên năm 2001.